# Pont-l'Évêque (Oise)
Pont-l'Évêque is een gemeente in het Franse departement Oise in de regio Hauts-de-France en telt 754 inwoners (2004). De plaats maakt deel uit van het arrondissement Compiègne.

## Geografie
De oppervlakte van Pont-l'Évêque bedraagt 1,1 km², de bevolkingsdichtheid is 685,5 inwoners per km².

## Verkeer en vervoer
In de gemeente ligt spoorwegstation Pont-l'Évêque-sur-Oise.
De onderstaande kaart toont de ligging van Pont-l'Évêque (Oise) met de belangrijkste infrastructuur en aangrenzende gemeenten.

## Demografie
Onderstaande figuur toont het verloop van het inwonertal (bron: INSEE-tellingen).